# Dimé
Dimé est un village du Cameroun, situé dans la région de l'Est et dans le département de la Kadey. Il est localisé dans la commune de Ndelele.

## Population
Le recensement de 2005 y dénombre 94 habitants dont 45 de sexe masculin et 49 de sexe féminin.